# SNCF 242 A 1
Die 242 A 1 der SNCF war eine Schnellzugdampflokomotive, die als Einzelstück nach einem Umbau einer anderen Type außergewöhnliche Leistungen erbrachte. Mit einem Dreizylinder-Verbundtriebwerk der Bauweise 2’D2’ h3v und einer indizierten Spitzenleistung von 5300 PSi bzw. 3900 kW gilt sie als leistungsfähigste je gebaute Dampflokomotive Europas.

## Vorgeschichte

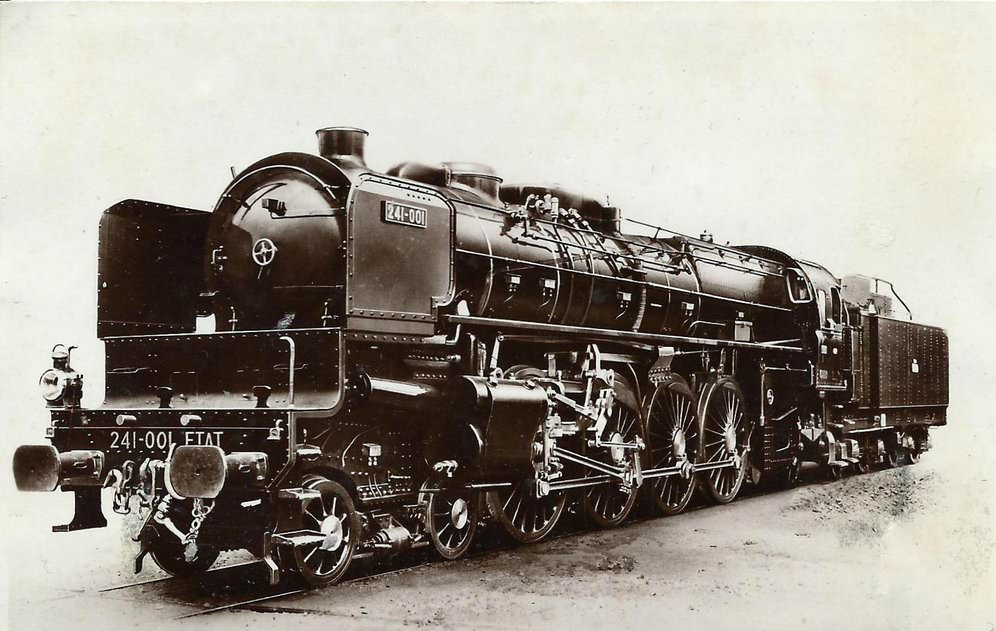
ETAT 241-001, baugleich mit der Baureihe EST 241

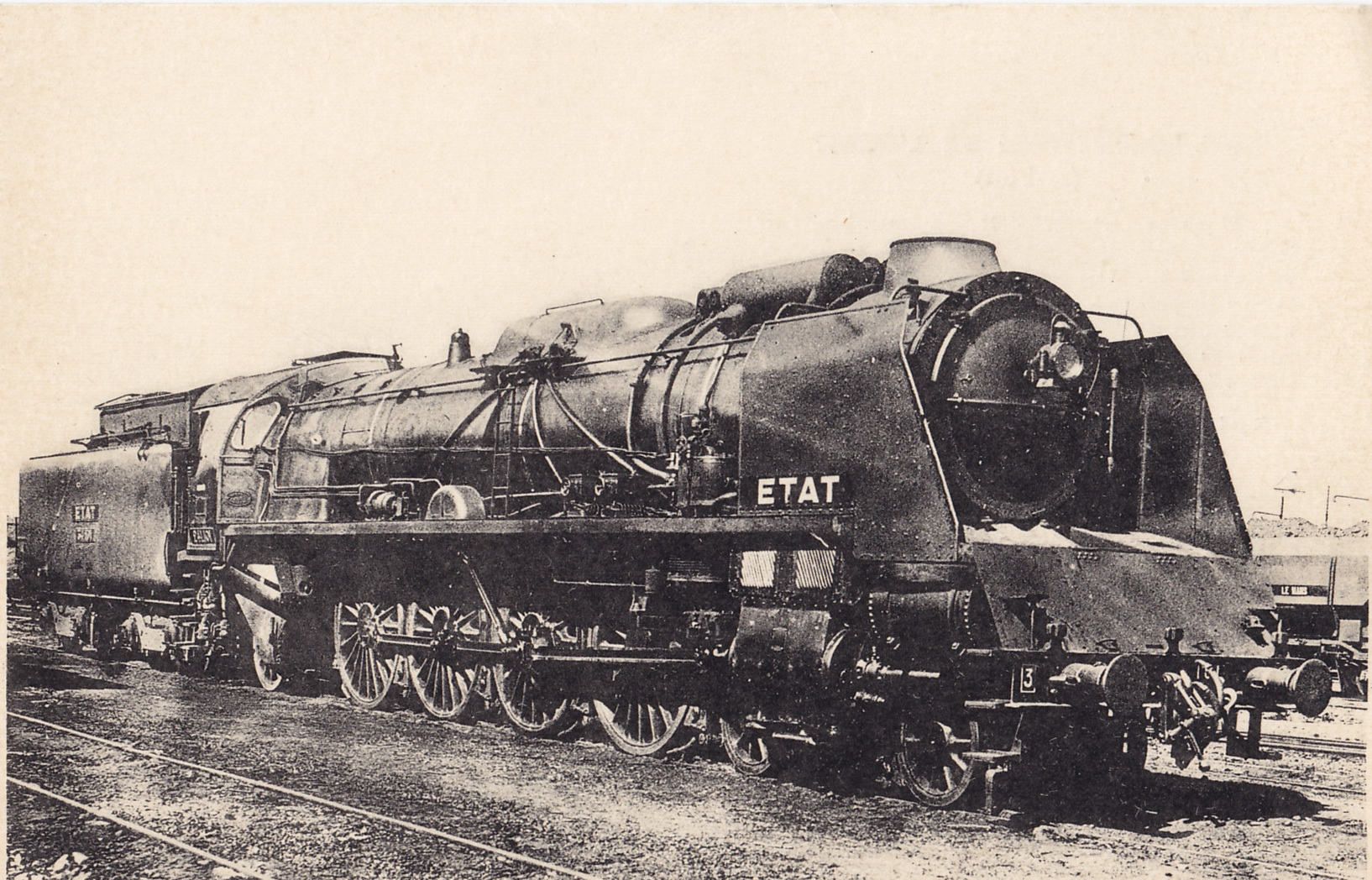
Lokomotive ETAT 241-101 vor dem Umbau

Die staatliche Eisenbahngesellschaft Chemins de fer de l’État (ETAT) suchte Ende der 1920er Jahre für ihre Strecken von Paris-Montparnasse zu den Atlantikhäfen Cherbourg und Le Havre leistungsfähige Lokomotiven. Die höheren Anhängelasten – die Reisezugwagen mit Holzaufbauten waren durch solche mit stählernen Wagenkästen ersetzt worden – hatten häufig zur Notwendigkeit des Teilens der schweren Züge geführt, um die Reisezeiten einhalten zu können. Um die so entstehenden Mehrkosten zu vermeiden, testete die ETAT die  231 „Super Pacific“ der Compagnie des chemins de fer du Nord (NORD) und die 241 A der Compagnie des chemins de fer de Paris à Lyon et à la Méditerranée (PLM). Diese Versuche überzeugten nicht, weshalb sich die ETAT für die EST 241 entschied, deren Prototyp 1925 in Dienst gestellt und mehrfach verbessert worden war. Sie schloss sich der Bestellung der Compagnie des Chemins de fer de l’Est (EST) an und orderte 1931 49 identische Lokomotiven (Betriebsnummern 241-001 bis 241-049).
Zunächst waren die Maschinen für eine Höchstgeschwindigkeit von 120 km/h zugelassen. Im Oktober 1932 entgleiste eine 241 der Est, woraufhin sämtliche Loks dieser Bauart nur noch mit maximal 90 km/h laufen durften. Die 241 der ETAT wurden daraufhin in untergeordnete Dienste versetzt, und die Gesellschaft ließ nun selbst eine neue, noch leistungsfähigere Schnellzuglokomotive entwickeln. Das Unternehmen Fives-Lille baute die „Super Mountain“ 241-101, eine 2’D1’ h3-Lok, deren Leistung die der EST 241 wider Erwarten aber kaum übertraf. Sie blieb ein Einzelstück und wurde zwischen 1943 und 1946 von André Chapelon zu einer 2’D2’ h3v-Lokomotive umgebaut.

## Umbau der 241-101
Chapelon führte nach bereits 1938 niedergelegten Plänen den Umbau der 241-101 ab dem Jahr 1943 durch. Dabei wurde eine Verbunddampfmaschine mit einem mittig liegenden Hochdruckzylinder und zwei außen am Rahmen angebrachten Niederdruckzylindern eingebaut. Die Dampfleitungen wurden neu angepasst und ein Kylchap-Blasrohr eingebaut. Der Tender war jener des Ursprungsmodells mit mechanischer Feuerbeschickung, der 34 m³ Wasser und  11,5 t Kohle mitführte. Bei der Auslieferung im April 1946 erbrachte die Maschine mehr als 4000 PS Zughakenleistung, während das Ausgangsmodell „nur“ 2550 PS leistete.

## Details der Dampfmaschinensteuerung
Die Arbeitspunkte der beiden Niederdruckzylinder waren während einer Treibradumdrehung um 90° gegeneinander versetzt, der Arbeitspunkt des mittigen Hochdruckzylinders wird mit einem Versatz von 135° mittig den beiden 90°-Arbeitspunkten gegenüberliegend angegeben. Für die Aufnahme und die Verteilung des Niederdruckdampfes von 14 kg/cm² aus dem Hochdruckzylinder zu den Niederdruckzylindern war ein Zwischenbehälter vorhanden.
Die vorherigen Du-Bousquet-De-Glehn-Anfahrvorrichtungen wurden durch eine individuelle Ventilsteuerung ersetzt. Mit dieser waren verschiedene Ansteuerungen der Zylinder möglich:
- zum Anfahren konnten über einen Niederdruckregler alle drei Zylinder über den Zwischenbehälter mit Frischdampf von 14 kg/cm² bei einfacher Dampfdehnung versorgt werden. Bei einer Geschwindigkeit von etwa 25 km/h wurde der Niederdruckregler geschlossen und der Hochdruckregler geöffnet, die Maschine lief dann im regulären Verbundbetrieb.
- Zum anderen war ein für den Lokführer erleichterter Ablauf möglich, bei dem nur der Hochdruckregler voll geöffnet wurde, eine automatische Ventilsteuerung ließ dann Frischdampf in den Zwischenbehälter bei reduziertem Druck für einen Betrieb mit einfacher Dampfdehnung. Die Ventile schlossen abermals automatisch bei 25 km/h und leiteten zum Verbundbetrieb über. Im Betrieb erwies sich diese Steuerung als so effizient, dass sie für die meisten Fälle eingesetzt wurde, eine Steuerung „von Hand“ mit dem Niederdruckregler wurde nur bei Zügen mit mehr als 1000 Tonnen Gewicht nötig.[2]

Mit dieser Maschine wollte Chapelon eine Reihe von leistungsstarken und wirtschaftlichen Maschinen einführen, jedoch liefen seine Absichten denen der Direktion der SNCF zuwider, die zu diesem Zeitpunkt eine allgemeine Elektrifizierung des ganzen Eisenbahnwesens beabsichtigte. Den Berichten zufolge war das Direktorium eher verärgert über die erfolgreiche Demonstration einer leistungsfähigen Dampflokomotive.

## Verbleib
Die Lok wurde  1951 dem Betriebswerk Le Mans zugewiesen. Trotz ihrer bemerkenswerten Leistungen wurde die 242 A 1 nach einer erfolgreichen Versuchsreihe nur sporadisch genutzt, so dass sich ihre Laufleistung am Tag ihrer Stilllegung nur auf 66.500 km belief. Nach einer Reparatur am 23. Dezember 1955 aufgrund eines Schadens am Hochdruckzylinder wurde sie am 21. Oktober 1960 stillgelegt und Ende Februar 1961 verschrottet.